# 天主教因佩拉特里斯教区
天主教因佩拉特里斯教區（拉丁語：Dioecesis Imperatricis），是巴西一個天主教教區，位於馬拉尼昂州西部，屬馬拉尼昂的聖路易斯總教區。
教區成立於1987年6月27日，2006年有教友376,000人，佔總人口80.0%。有廿五個堂區、司鐸四十人。現任教區主教為吉爾伯托·帕斯特納·德奧利韋拉。